# Serie de oro grandes éxitos
En el año 2002, nuevamente la firma EMI decide incluir al Fito Páez en una nueva serie de trabajos recopilatorios que lanzó al mercado incluyendo a varios de sus artistas y que denominaron “Serie de oro - Grandes éxitos”.
Por aquel entonces Fito Páez paralelamente editaba su nuevo trabajo para la empresa WEA que se titulaba Abre.

## Lista de canciones
1. "Ciudad de Pobres Corazones "(incluido en el álbum Ciudad de pobres corazones).
2. "Tatuaje Falso "(incluido en el álbum Ey!)
3. "La Rumba del Piano"(incluido en el álbum Del 63).
4. "Cable a Tierra "(incluido en el álbum Giros).
5. " Canción de Amor Mientras Tanto "(incluido en el álbum Ey!)
6. "Tres Agujas "(incluido en el álbum Del 63).
7. " Decisiones Apresuradas” (incluido en el álbum Giros).
8. "Un Rosarino en Budapest"(incluido en el álbum Del 63).
9. " Track Track” (Ciudad de pobres corazones).
10. " Viejo Mundo” (incluido en el álbum Del 63).
11. " Dame un Talismán” (incluido en el álbum Ey!)
12. " 11 y 6” (Giros).
13. " Gente sin Swing” (incluido en el álbum Ciudad de pobres corazones).
14. " Por Siete Vidas (Cacería)” (incluido en el álbum Ey!)
15. "Del 63"(incluido en el álbum Del 63).